# Sembianallur
Sembianallur es una ciudad censal situada en el distrito de Tirupur en el estado de Tamil Nadu (India). Su población es de 7586 habitantes (2011). Se encuentra a 14 km de Tirupur y a 40 km de Coimbatore.

## Demografía
Según el censo de 2011 la población de Sembianallur era de 7586 habitantes, de los cuales 3781 eran hombres y 3805 eran mujeres. Sembianallur tiene una tasa media de alfabetización del 76,53%, inferior a la media estatal del 80,09%: la alfabetización masculina es del 83,51%, y la alfabetización femenina del 69,75%.